# Groupe de NGC 4461
Le groupe de NGC 4461 comprend au moins neuf galaxies situées dans la constellation de la Vierge.

## Distance du groupe de NGC 4461
La distance de Hubble moyenne entre ce groupe et la Voie lactée est d'environ 31,9 Mpc (∼104 millions d'al). Cependant, le peu de mesures indépendantes qui ont été réalisées, et ce pour seulement cinq galaxies, donnent toutes des distances nettement inférieures à la distance de Hubble (dernière colonne du tableau). La moyenne de ces mesures est égale à 17,7 ± 3,5 Mpc (∼57,7 millions d'al). La différence entre ces valeurs indique que ce groupe se dirige probablement en direction opposée à la Voie lactée et vers le centre de l'amas de la Vierge auquel il appartient.

## Membres
Le tableau ci-dessous liste les neuf galaxies du groupe indiquées dans l'article de A.M. Garcia publié en 1993.
D'autre part, toutes les galaxies du catalogue NGC de ce groupe, mais aucune de l'Index Catalogue, apparaissent dans une liste de 227 galaxies d'un article publié par Abraham Mahtessian en 1998. Cette liste comporte plus de 200 galaxies du New General Catalogue et une quinzaine de galaxies de l'Index Catalogue. On retrouve dans cette liste 11 galaxies du Catalogue de Messier, soit M49, M58, M60, M61, M84, M85, M87, M88, M91, M99 et M100.
Toutes les galaxies de la liste de Mahtessian ne constituent pas réellement un groupe de galaxies. Ce sont plutôt plusieurs groupes de galaxies qui font tous partie d'un amas galactique, l'amas de la Vierge. Pour éviter la confusion avec l'amas de la Vierge, on peut donner le nom de groupe de M60 à cet ensemble de galaxies, car c'est l'une des plus brillantes de la liste. L'amas de la Vierge est en effet beaucoup plus vaste et compterait environ 1 300 galaxies, et possiblement plus de 2 000, situées au cœur du superamas de la Vierge, dont fait partie le Groupe local,.
De nombreuses galaxies de la liste de Mahtessian se retrouvent dans dix groupes décrits dans l'article d'A.M. Garcia, soit le groupe de NGC 4123 (7 galaxies), le groupe de NGC 4235 (29 galaxies), le groupe de NGC 4261 (13 galaxies), le groupe de M61 (32 galaxies), le groupe de NGC 4442 (13 galaxies), le groupe de NGC 4461 (9 galaxies), le groupe de M49 (127 galaxies, M49 = NGC 4472), le groupe de M87 (96 galaxies, M87 = NGC 4486), le groupe de M88 (44 galaxies, M88 = NGC 4501) et le groupe de NGC 4535 (14 galaxies). Ces dix groupes font partie de l'amas de la Vierge et ils renferment 387 galaxies. Certaines galaxies de la liste de Mahtessian ne figurent cependant dans aucun des groupes de Garcia et vice versa.
| Nom      | Class.     | Type                  | α (J2000.0)   | δ (J2000.0) | Vitesse radiale (km/s) | m             | Distance de Hubble (Mpc) | Diamètre (kal) | Distance (kal) |
| -------- | ---------- | --------------------- | ------------- | ----------- | ---------------------- | ------------- | ------------------------ | -------------- | -------------- |
| NGC 4305 | SA(r)a     | Spirale               | 12h 22m 03.6s | 12° 44′ 27″ | 1921 ± 2               | 12,6          | 33,2 ± 2,4               | 55             | x              |
| NGC 4306 | SB(s)0^0^? | Lenticulaire          | 12h 22m 04.1s | 12° 47′ 15″ | 1524 ± 1               | 12,6          | 27,4 ± 2,0               | 24             | x              |
| NGC 4425 | SB0^+?     | Lenticulaire          | 12h 27m 13.3s | 12° 44′ 05″ | 1892 ± 2               | 11,8          | 32,8 ± 2,3               | 47             | 16,80 ± ? A    |
| NGC 4461 | SB(s)0+?   | Lenticulaire          | 12h 29m 03.0s | 13° 11′ 02″ | 1924 ± 5               | 11,2          | 33,2 ± 2,4               | 87             | 14,8 ± 2,7     |
| NGC 4476 | SA(r)0-?   | Lenticulaire          | 12h 29m 59.1s | 12° 20′ 55″ | 1959 ± 2               | 12,2          | 33,8 ± 2,4               | 30             | 17,7 ± 5,0     |
| NGC 4584 | SAB(s)a?   | Spirale intermédiaire | 12h 38m 17.9s | 13° 06′ 36″ | 1716 ± 4               | 12,9          | 30,1 ± 2,1               | 27             | x              |
| IC 794   | dE3        | Elliptique            | 12h 28m 08.6s | 12° 05′ 36″ | 1921 ± 3               | 13,1          | 33,2 ± 2,4               | 31             | 23,6 ± 4,8 B   |
| IC 3388  | dE         | Elliptique            | 12h 28m 08.6s | 12° 05′ 36″ | 1704 ± 31              | 14,5          | 30,0 ± 2,1               | 15             | 15,8 ± 0,9     |
| VCC 793  | Irr?       | Irrégulière naine     | 12h 25m 21.6s | 13° 04′ 18″ | 1908 ± 6               | 16,02 ± 0,021 | 33,0 ± 2,3               | 6,4            |                |

- A Une seule mesure.
- B Deux mesures.

Le site DeepskyLog permet de trouver aisément les constellations des galaxies mentionnées dans ce tableau ou si elles ne s'y trouvent pas, l'outil du site constellation permet de le faire à l'aide des coordonnées de la galaxie. Sauf indication contraire, les données proviennent du site NASA/IPAC.